# Gibton
Gibton (hebrejsky גִּבְּתוֹן, v oficiálním přepisu do angličtiny Gibbeton) je vesnice typu mošav v Izraeli, v Centrálním distriktu, v Oblastní radě Brenner.

## Geografie
Leží v nadmořské výšce 42 metrů v hustě osídlené a zemědělsky intenzivně využívané pobřežní nížině (region Šefela), na jižním okraji aglomerace Tel Avivu.
Obec se nachází 11 kilometrů od břehu Středozemního moře, cca 21 kilometrů jihovýchodně od centra Tel Avivu a cca 42 kilometrů západně od Jeruzalému. Tvoří souvislý urbanistický celek s městem Rechovot, na jehož jihozápadním okraji leží. Gibton obývají Židé, přičemž osídlení v tomto regionu je etnicky převážně židovské.
Gibton je na dopravní síť napojen pomocí místních komunikací v rámci aglomerace města Rechovot.

## Dějiny
Gibton byl založen v roce 1933. Mošav byl založen jako součást širšího programu Hitjašvut ha-Elef (התיישבות האלף), který měl za cíl urychlit zřizování menších zemědělských osad, které by pomohly utvořit územně kompaktní bloky židovského osídlení v tehdejší mandátní Palestině.
Pojmenován je podle stejnojmenného židovského sídla Gibetón  zmiňovaného v tomto regionu v Bibli v Knize Jozue 19,44 Ten se ale nacházel v poněkud jiné lokalitě, cca 7 kilometrů východně odtud, mezi dnešními vesnicemi Na'an a Petachja, kde se do války za nezávislost roku 1948 rozkládala později vysídlená arabská vesnice al-Na'ani, poblíž které se rozkládala lokalita Chirbet Tal Malat, se stavebními pozůstatky identifikovanými jako biblický Gibton.
Koncem 40. let měl mošav Gibton rozlohu katastrálního území 270 dunamů (0,27 kilometru čtverečního).
Většina obyvatel za prací dojíždí mimo obec a vzhledem k postupnému obklopení vesnice městskou zástavbou Rechovotu ztratilo toto sídlo téměř zcela svůj původně zemědělský charakter. Vedení vesnice plánuje stavební expanzi, která má zněkolikanásobit místní populaci až na 900 obyvatel.

## Demografie
Podle údajů z roku 2014 tvořili naprostou většinu obyvatel v Gibton Židé (včetně statistické kategorie "ostatní", která zahrnuje nearabské obyvatele židovského původu ale bez formální příslušnosti k židovskému náboženství).
Jde o menší obec vesnického typu s dlouhodobě mírně rostoucí populací. K 31. prosinci 2014 zde žilo 302 lidí. Během roku 2014 populace stoupla o 0,3 %.
| Rok            | 1948 | 1961 | 1972 | 1983 | 1995 | 2001 | 2003 | 2004 | 2005 | 2006 | 2007 | 2008 | 2009 | 2010 | 2011 | 2012 | 2013 | 2014 |
| -------------- | ---- | ---- | ---- | ---- | ---- | ---- | ---- | ---- | ---- | ---- | ---- | ---- | ---- | ---- | ---- | ---- | ---- | ---- |
| Počet obyvatel | 202  | 191  | 156  | 193  | 242  | 275  | 283  | 279  | 293  | 299  | 305  | 295  | 275  | 276  | 287  | 294  | 301  | 302  |